# Проспект Шевченка (Суми)
Проспект Шевченка (до 1991 року — проспект Карла Маркса) — одна з найбільших, містотворчих вулиць Сум, названа на честь великого українського поета Тараса Григоровича Шевченка.
Розташований у Ковпаківському районі Сум. Пролягає від мосту через річку Сумку (неподалік центру міста) до вулиці Привокзальної. По ходу (в бік Привокзальної) перетинається з вулицями Новомістенською, Революції Гідності і Гетьмана Павла Скоропадського, від проспекту відходять вулиця Гончарна (тупикова),  Промисловий та Суджанський провулки.

## З історії проспекту
Забудова проспекту Карла Маркса (тодішня назва сучасного проспекту Шевченка) стало значною містобудівною подією післявоєнного періоду в історії Сум.
Початок проспекту з боку вокзалу був задуманий як парадні ворота в місто, тому перші два будинки, що стоять при в'їзді на проспект, прикрашені декоративними вежами. Район проспекту забудований переважно типовими п'ятиповерховими будинками (хрущівками).
У 1970 році у Сумах було дозволено зводити будинки підвищеної поверховості, перші з яких були побудовані вздовж схилів ріки Сумки, у районі скверу «Дружба».
Розмаїтості у типову забудову проспекту внесли кінотеатр «Дружба», відкритий у 1972 році, і навчальний корпус машинобудівного коледжу, що бере свій початок від професійного училища, заснованого в 1917 році.

## Транспорт
тролейбус: № 3, 4

## Об'єкти
На початку сумського проспекту Шевченка з боку річки Сумки розташовані 2 міських великих парки: «Дружба» і дитячий «Казка».
На проспекті розташовані:
- буд. № 17 — Машинобудівний коледж СумДУ;
- буд. № 18/1 — Господарський суд Сумської області[2];
- буд. № 20 — кінотеатр «Дружба».

## Галерея

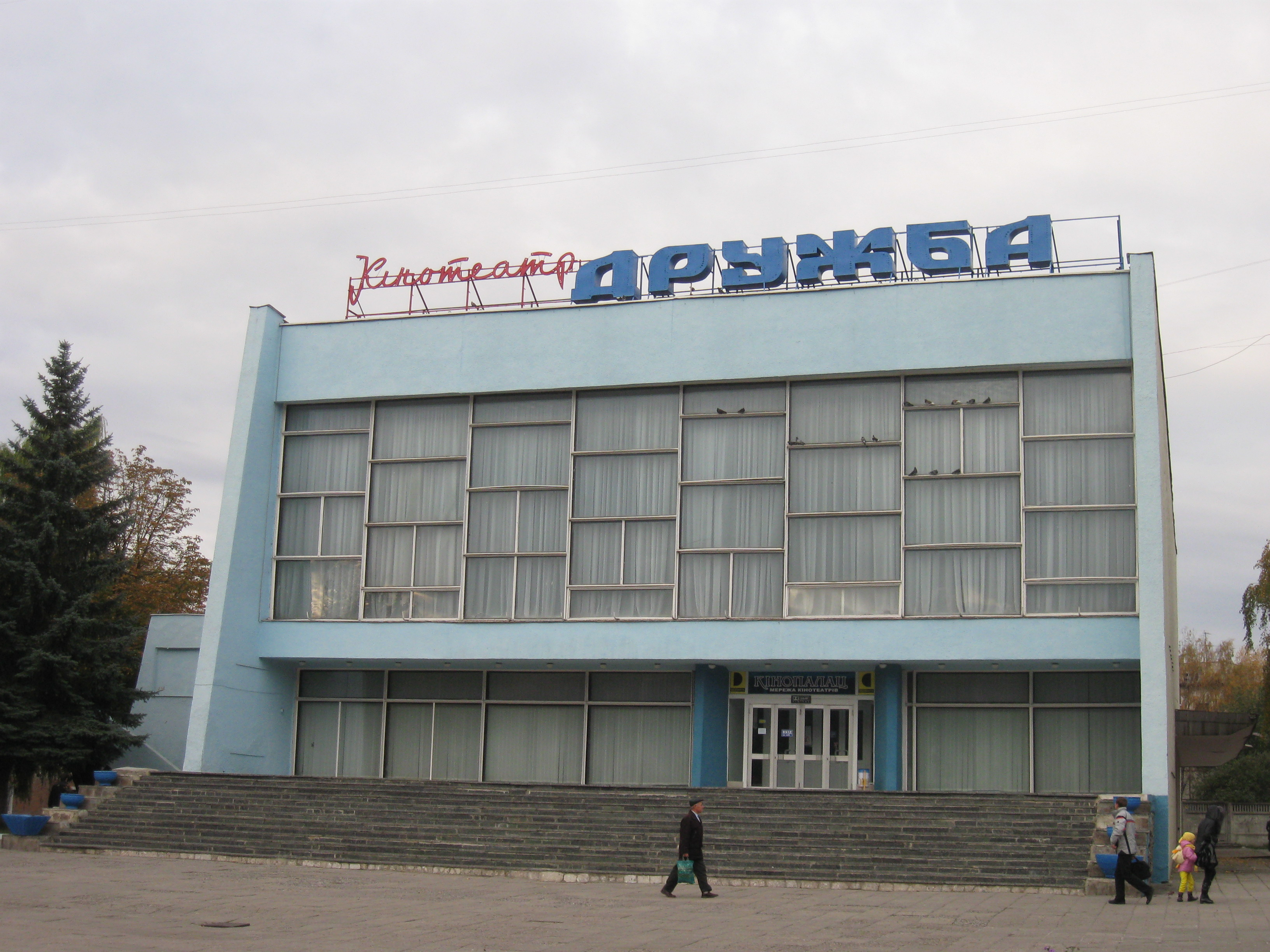
кінотеатр «Дружба»
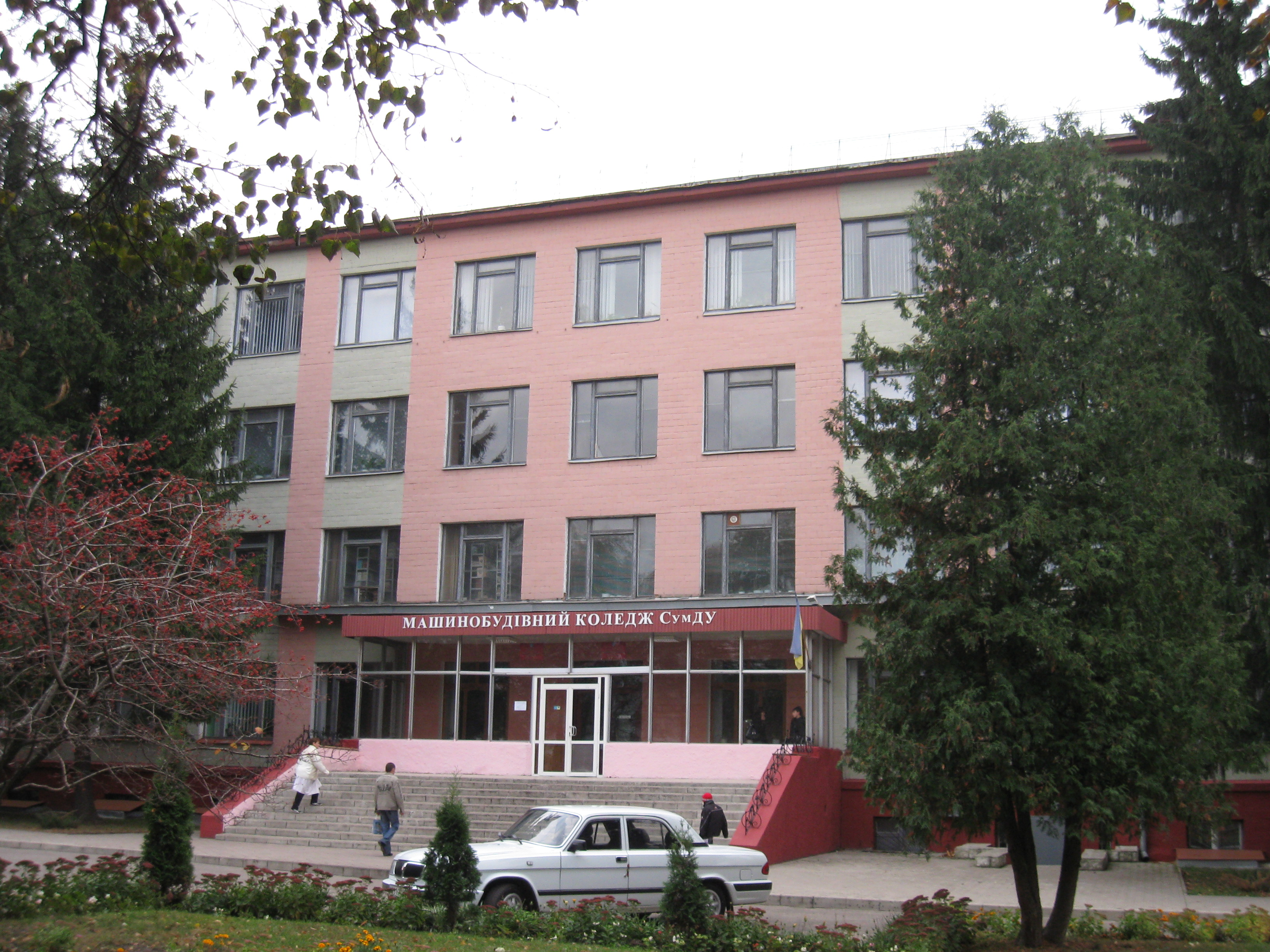
Машинобудівний коледж Сумського державного університету
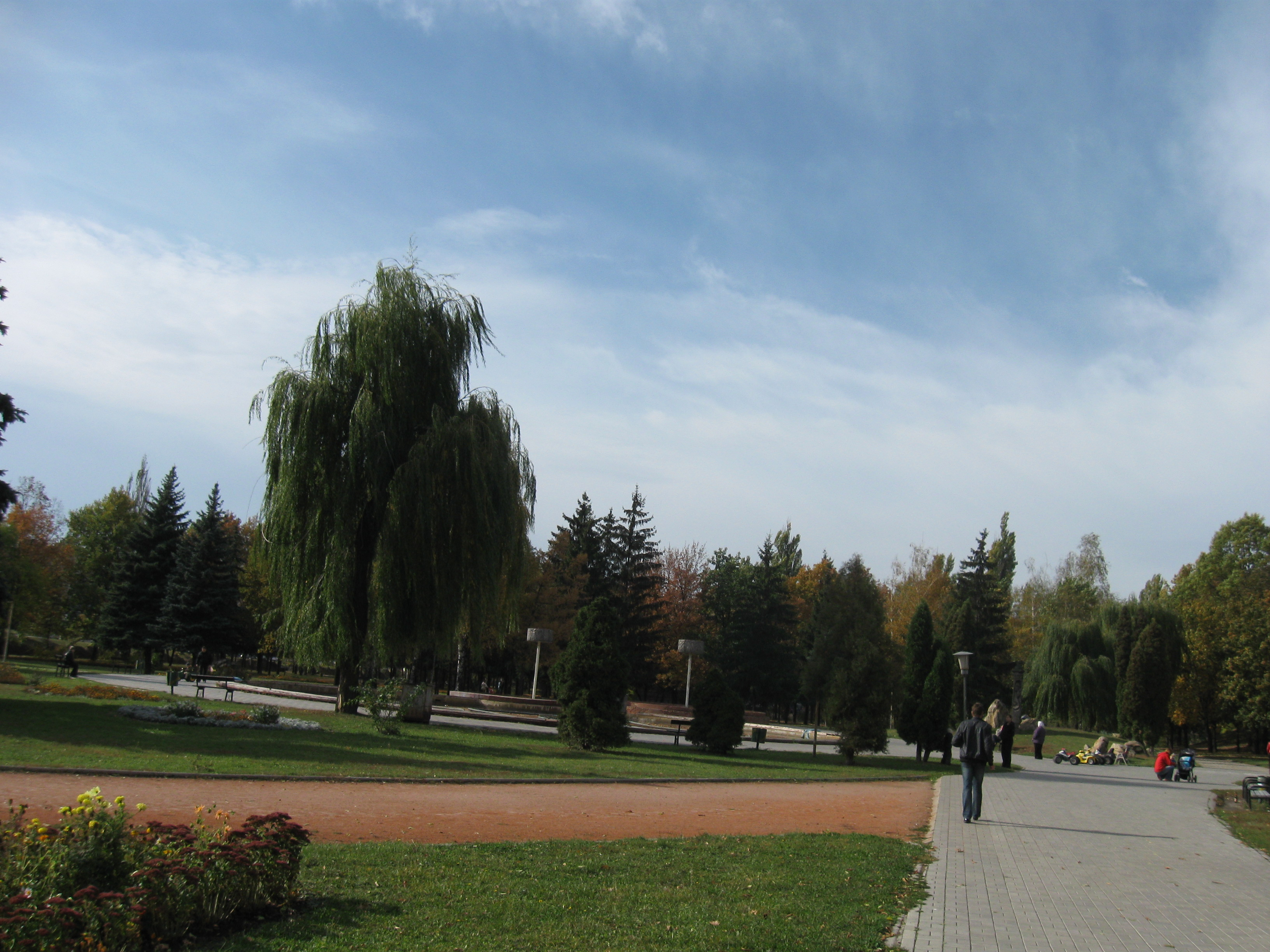
У парку «Дружба»
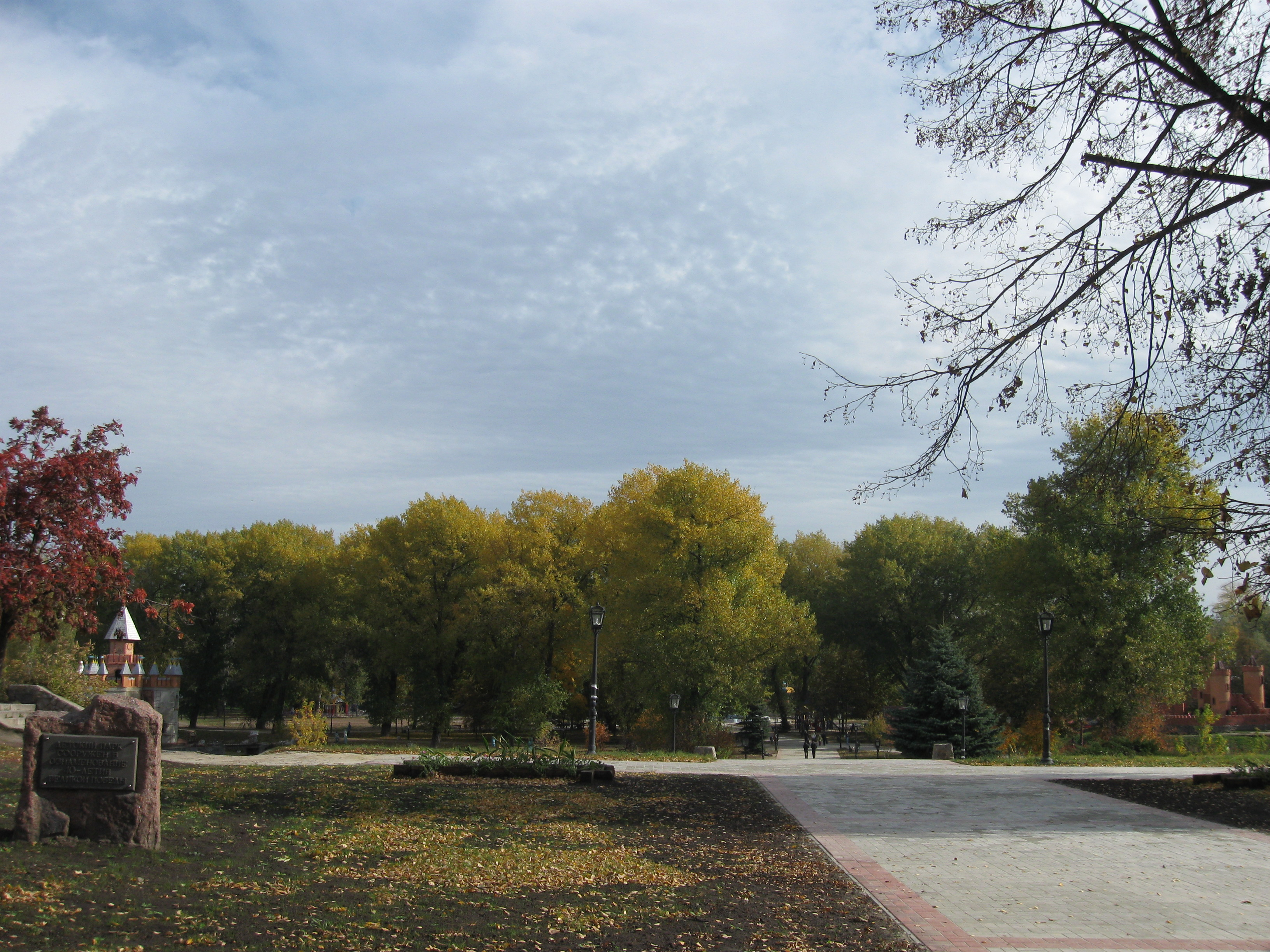
Вид з проспекту Шевченка на дитячий парк «Казка»